# Juan Ramón Mejía
Juan Ramón Mejía Erazo (Tegucigalpa, M.D.C., Francisco Morazán, 1 de agosto de 1988) es un futbolista hondureño, juega como delantero y su equipo actual es el Juticalpa F. C. de la Liga Nacional de Honduras.

## Trayectoria
Mejía se inició en las reservas del Olimpia, donde empezó a jugar desde los 14 años, sin embargo, durante una entrevista con Carmen Boquín aseguró que su deseo inicial era hacerlo en Motagua (del que es aficionado). Con Olimpia, Juan de Dios Castillo le brindó la oportunidad de debutar profesionalmente el 11 de septiembre de 2008, durante un superclásico contra Motagua que terminó con derrota de 2-0.
A mediados de 2009, el club «albo» decidió enviarlo al Deportes Savio en calidad de cesión. Con los «totoposteros», realizó su debut el 19 de julio de 2009 frente al Vida en el Estadio Sergio Antonio Reyes Mejía, durante un encuentro que finalizó con derrota de 1-0.
El 4 de octubre de 2009, durante la derrota de 2-1 visitando a Real España, Mejía anotó el primer gol de su carrera. 
El 26 de diciembre de 2011, se anunció su regreso al Olimpia, de cara al Torneo Clausura 2012. Con los «leones», conquistó tres títulos de Liga Nacional. 
El 3 de julio de 2013, firmó contrato por un año con el Real España, donde hizo parte de un estupendo ataque junto a Bryan Róchez, Claudio Cardozo, Franco Güity, Mark Léster Blanco y Allan Alemán. Al final de ese año, se consagró campeón del Torneo Apertura 2013.
El 24 de noviembre de 2015, arribó al Juticalpa con el pase en su poder luego de haber rescindido contrato con Real España. Con el cuadro «canechero», jugó únicamente dos torneos. 
El 28 de diciembre de 2016, llegó a un acuerdo con el Deportivo Malacateco de la Liga Nacional de Guatemala. Únicamente estuvo seis meses con el club chapín.
El 25 de julio de 2017, reforzó a Real Sociedad. Jugó cuatro partidos y no anotó goles. 
El 30 de agosto de 2018, se concretó su fichaje por el Olancho de la Liga de Ascenso de Honduras.
El 5 de enero de 2019, Real de Minas anunció su contratación con el objetivo de salvar la categoría. El 14 de agosto de 2019, anotó el primer 'póker de goles' de su carrera, en un histórico partido contra Motagua que empataron 4-4.

## Selección nacional
Ha sido internacional con la Selección de fútbol de Honduras en dos ocasiones. Su debut se produjo con gol incluido el 14 de noviembre de 2019 ante Martinica.

## Estadísticas
Actualizado al último partido jugado el 20 de diciembre de 2020.
| Club                                         | Temporada           | Div.                | Liga  | Liga  | Copas Nacionales | Copas Nacionales | Copas Internacionales(1) | Copas Internacionales(1) | Total | Total |
| Club                                         | Temporada           | Div.                | Part. | Goles | Part.            | Goles            | Part.                    | Goles                    | Part. | Goles |
| -------------------------------------------- | ------------------- | ------------------- | ----- | ----- | ---------------- | ---------------- | ------------------------ | ------------------------ | ----- | ----- |
| Olimpia Honduras                             |                     |                     |       |       |                  |                  |                          |                          |       |       |
| 2008-09                                      | 1.ª                 | 1                   | 0     | —     | —                | —                | —                        | 1                        | 0     |       |
| Total                                        | Total               | 1                   | 0     | 0     | 0                | 0                | 0                        | 1                        | 0     |       |
| Deportes Savio Honduras                      |                     |                     |       |       |                  |                  |                          |                          |       |       |
| 2009-10                                      | 1.ª                 | ?                   | 2     | —     | —                | —                | —                        | ?                        | 2     |       |
| 2010-11                                      | 1.ª                 | 29                  | 4     | —     | —                | —                | —                        | 29                       | 4     |       |
| 2011-12                                      | 1.ª                 | 19                  | 6     | —     | —                | —                | —                        | 19                       | 6     |       |
| Total                                        | Total               | 48                  | 12    | 0     | 0                | 0                | 0                        | 48                       | 12    |       |
| Olimpia Honduras                             |                     |                     |       |       |                  |                  |                          |                          |       |       |
| 2011-12                                      | 1.ª                 | 21                  | 7     | —     | —                | —                | —                        | 21                       | 7     |       |
| 2012-13                                      | 1.ª                 | 25                  | 4     | —     | —                | 3                | 0                        | 28                       | 4     |       |
| Total                                        | Total               | 46                  | 11    | 0     | 0                | 3                | 0                        | 49                       | 11    |       |
| Real España Honduras                         |                     |                     |       |       |                  |                  |                          |                          |       |       |
| 2013-14                                      | 1.ª                 | 29                  | 3     | —     | —                | —                | —                        | 29                       | 3     |       |
| 2014-15                                      | 1.ª                 | 21                  | 3     | —     | —                | 1                | 0                        | 22                       | 3     |       |
| 2015-16                                      | 1.ª                 | 13                  | 2     | —     | —                | —                | —                        | 13                       | 2     |       |
| Total                                        | Total               | 63                  | 8     | 0     | 0                | 1                | 0                        | 64                       | 8     |       |
| Juticalpa Honduras                           |                     |                     |       |       |                  |                  |                          |                          |       |       |
| 2015-16                                      | 1.ª                 | 12                  | 2     | —     | —                | —                | —                        | 12                       | 2     |       |
| 2016-17                                      | 1.ª                 | 13                  | 1     | —     | —                | —                | —                        | 13                       | 1     |       |
| Total                                        | Total               | 25                  | 3     | 0     | 0                | 0                | 0                        | 25                       | 3     |       |
| Deportivo Malacateco · Guatemala             |                     |                     |       |       |                  |                  |                          |                          |       |       |
| 2016-17                                      | 1.ª                 | 14                  | 1     | —     | —                | —                | —                        | 14                       | 1     |       |
| Total                                        | Total               | 14                  | 1     | 0     | 0                | 0                | 0                        | 14                       | 1     |       |
| Real Sociedad Honduras                       |                     |                     |       |       |                  |                  |                          |                          |       |       |
| 2017-18                                      | 1.ª                 | 4                   | 0     | —     | —                | —                | —                        | 4                        | 0     |       |
| Total                                        | Total               | 4                   | 0     | 0     | 0                | 0                | 0                        | 4                        | 0     |       |
| Real de Minas Honduras                       |                     |                     |       |       |                  |                  |                          |                          |       |       |
| 2018-19                                      | 1.ª                 | 14                  | 5     | —     | —                | —                | —                        | 14                       | 5     |       |
| 2019-20                                      | 1.ª                 | 27                  | 23    | —     | —                | —                | —                        | 27                       | 23    |       |
| Total                                        | Total               | 41                  | 28    | 0     | 0                | 0                | 0                        | 41                       | 28    |       |
| Univ. Pedagógica Honduras                    |                     |                     |       |       |                  |                  |                          |                          |       |       |
| 2020-21                                      | 1.ª                 | 11                  | 4     | —     | —                | —                | —                        | 11                       | 4     |       |
| Total                                        | Total               | 11                  | 4     | 0     | 0                | 0                | 0                        | 11                       | 4     |       |
| Total en su carrera                          | Total en su carrera | Total en su carrera | 253   | 67    | 0                | 0                | 4                        | 0                        | 257   | 67    |
| (1)Incluye Liga de Campeones de la Concacaf. |                     |                     |       |       |                  |                  |                          |                          |       |       |

## Palmarés

### Campeonatos nacionales
| Título           | Club        | País     | Año  |
| ---------------- | ----------- | -------- | ---- |
| Torneo Clausura  | Olimpia     | Honduras | 2012 |
| Torneo Apertura  | Olimpia     | Honduras | 2012 |
| Torneo Clausura  | Olimpia     | Honduras | 2013 |
| Torneo Apertura  | Real España | Honduras | 2013 |
| Copa de Honduras | Juticalpa   | Honduras | 2016 |

## Vida privada
Estuvo casado con la modelo Ivonne Zúñiga. Actualmente, es pareja de Gabriela Hernández, ex-presentadora de Motagua TV. Aunque es abiertamente aficionado de Motagua, nunca ha jugado con dicho club, pero sí con el acérrimo rival, Olimpia, que lo debutó.